# Verdrag van York

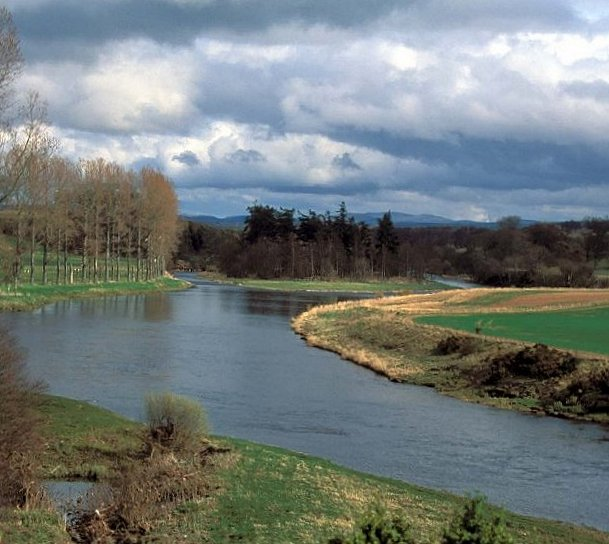
De rivier Tweed.

Het Verdrag van York werd in 1237 getekend tussen Hendrik III van Engeland en Alexander II van Schotland en legde de grens vast tussen Engeland en Schotland. 
Het verdrag stelde dat de grens liep van Solway Firth in het westen tot de monding van de Tweed in het oosten. Feitelijk was dit al geruime tijd de grens en werd dit nu officieel bevestigd. Tot op heden is dit de grens tussen Engeland en Schotland, met uitzondering van Berwick-upon-Tweed. Deze stad bleef twistgebied en kwam pas in 1482 definitief in Engelse handen.
Het verdrag hield ook in dat Schotland afzag van zijn aanspraken op Northumbria ten zuiden van de Tweed en Cumbria.